# Bogdan Krizman
Bogdan Krizman (* 28. Juli 1913 in Varaždin; † 5. Juli 1994 in Zagreb) war ein jugoslawischer Historiker.

## Leben
Er schloss 1937 sein Studium an der juristischen Fakultät der Universität Zagreb ab. 1939 erhielt er an der École libre des sciences politiques in Paris sein Diplom in Internationalem Recht und Diplomatiegeschichte. Danach war er Mitarbeiter des jugoslawischen Außenministeriums in Belgrad. Zwischen 1941 und 1945 war er in einem Ustascha-Gefangenenlager in Lepoglava sowie in Graz inhaftiert.
1947 bis 1949 war er diplomatischer Vertreter Jugoslawiens in Wien.
1952 promovierte er in Zagreb mit einer Arbeit über die Geschichte der Diplomatie der Republik Ragusa im 18. Jahrhundert. Er war 1950 bis 1958 im Staatsarchiv, 1958 bis 1970 am Adria-Institut der Jugoslawischen Akademie der Wissenschaften und Künste in Zagreb tätig.
Ab 1970 lehrte er allgemeine Staats- und Rechtsgeschichte an der Universität Zagreb, ab 1976 bis zu seiner Emeritierung 1983 als ordentlicher Professor. Er machte sich auch international einen Namen als Experte für die Geschichte des Unabhängigen Staates Kroatien.

## Schriften
- Djela [Werke], Zagreb: Globus, 1983 ff.
- O dubrovačkoj diplomaciji, Zagreb: Školska knj., 1951
- Hitlerov "Plan 25" protiv Jugoslavije. Jugoslavija u svijetlu Nürnberških dokumenta, Zagreb: Novinar. Izd. poduzeće, 1953
- Diplomati i konzuli u starom Dubrovniku, Zagreb: Poduzeće za izd., prodaju i distribuciju knjiga, 1957
- Zapisnici sa sednica delegacije Kraljevine SHS na Mirovnoj konferenciji u Parizu 1919–1920, Beograd, 1960
- (Hg.) Korespondencija Stjepana Radića, Zagreb: Sveucilište-Institut za hrvatsku povijest, 2 Bde., 1972
- Das Dritte Reich und Jugoslawien, Zagreb, 1972
- Vanjska politika jugoslavenske države 1918–1941. Diplomat.-histor. pregled, Zagreb: Školska knjiga, 1975
- Raspad Austro-Ugarske i stvaranje jugoslavenske države, Zagreb: Školska knjiga, 1977
- Ante Pavelić i ustaše, Zagreb: Globus, 1978
- Pavelić između Hitlera i Mussolinija, Zagreb: Globus, 1980
- (Hg.) Jugoslavenske vlade u izbjeglištvu, Beograd: Arhiv Jugoslavije, Zagreb: Globus, 1981
- Ustaše i Treći Reich, 2 Bde., Zagreb: Globus, 1983
- Pavelić u bjekstvu, Zagreb: Globus, 1986